# You Are a Tourist
You Are a Tourist è un singolo del gruppo musicale statunitense Death Cab for Cutie, pubblicato nel 2011 ed estratto dall'album Codes and Keys.

## Video
Il videoclip della canzone è stato diretto da Tim Nackashi.

## Tracce
Download digitale
1. You Are a Tourist – 4:46